# 李遂 (嘉靖己丑進士)
李遂（1489年—？），字良伯，號龍洲，湖廣荊州府江陵縣人，民籍，明朝政治人物。

## 生平
正德十四年（1519年）己卯科湖廣鄉試第十五名舉人。嘉靖八年（1529年）中式己丑科會試第三百十一名，登第三甲第一百九十五名進士。授行人司行人，十二年十二月选授广西道试监察御史，十三年五月實授，十六年巡按浙江，二十一年巡按江西。谪六安州判官，未赴任，丁憂歸。

## 家族
曾祖李慎；祖父李景，曾任義官；父李嵓，曾任訓導。母劉氏；繼母陳氏。具庆下。弟李遇、李達。